# Lidmila Kábrtová
Lidmila Kábrtová (* 1971, Náchod) je česká spisovatelka. Vystudovala žurnalistiku na Fakultě sociálních věd Univerzity Karlovy a obor marketingová komunikace na Univerzitě Tomáše Bati ve Zlíně. V roce 2013 knižně debutovala prózou Koho vypijou lišky.

## Dílo

### Sbírky povídek
- Koho vypijou lišky, Brno : Host, 2013, ISBN 978-80-7294-890-1
- Místa ve tmě,Brno : Host, 2018, ISBN 978-80-7577-605-1

### Povídkové romány
- Čekání na spoušť, Brno : Host, 2021

### Sbírky povídek různých autorů
- Možná si porozumíme, autoři: Michal Viewegh, Petra Soukupová, Irena Dousková, Bianca Bellová, Irena Hejdová, Tomáš Baldýnský, Josef Moník, Eva Hauserová, Dora Čechova, Lidmila Kábrtová, Jihlava : Listen, 2015, ISBN 978-80-86526-83-6
- Nové povídky o ženách, autoři: Michal Viewegh, Petra Soukupová, Alice Nellis, Jaroslav Rudiš, Josef Moník, Irena Hejdová, Dora Čechova, Marek Epstein, Lidmila Kábrtová, Jihlava : Listen, 2015, ISBN 978-80-86526-87-4

### Práce pro rozhlas
Je jedním z autorů minutových her, uváděných v Českém rozhlasu.

## Ocenění díla
Za knihu Místa ve tmě obdržela Výroční cenu Nadace Český literární fond za literaturu v roce 2018.